# Petit icosidodécaèdre ditrigonal
En géométrie, le petit  icosidodécaèdre ditrigonal est un polyèdre uniforme non-convexe, indexé sous le nom U30.
Il partage son arrangement de sommet avec le dodécaèdre régulier. Il partage, de plus, ses arêtes avec le grand icosidodécaèdre ditrigonal, le dodécadodécaèdre ditrigonal.